# IQAir
IQAirとはスイスに本社を置く空気質関係の事業を行っている企業である。
大気汚染モニタリング機器、空気清浄機などの空調製品の製造販売や、委託を受けての施設内の空調設計などを行っている。
また各国の空気質測定データや自社製品による測定データをリアルタイムで統合し表示する大気汚染情報プラットフォームであるAirVisualの運営も行っている。

## 概要
IQAirは1963年にマンフレッド・ハムズとクラウス・ハムズの兄弟によって設立された。
キャリアは石炭オーブンの使用時の室内空気の汚染を軽減するため、フィルターシステムの販売からスタートした。マンフレッドは持病として喘息を患っており、フィルターシステムを取り付けると発作が軽減されることに気づいた。
その後も教育施設、車内などに販路を広げていき、2020年時点で従業員500名を抱えるほどに成長している。

## 事業
在中国スイス大使館など法人向けの空調業務を請け負い事業のほか、空気質モニタリング装置やマスク、空気清浄機の販売がある。
特に空気質モニタリング装置は各国政府の保健当局だけでなく個人向けにも販売されており、コンピュータを内蔵しているためリアルタイムで計測データをインターネット上にアップロードし共有することで世界中の使用者の周囲の空気質を調査できる。
また世界中の国々の大気質計測データを統合し一般に公開するウェブサイトを運営している。
こうした特徴を活かして国連の補助機関である国際連合環境計画と協働で、世界中のあらゆる大気データをAIで分析するプロジェクトを行っている。
これらのデータを元に、定期的に大気汚染のひどい場所、清浄な場所のランキングを公開している
。

## 技術

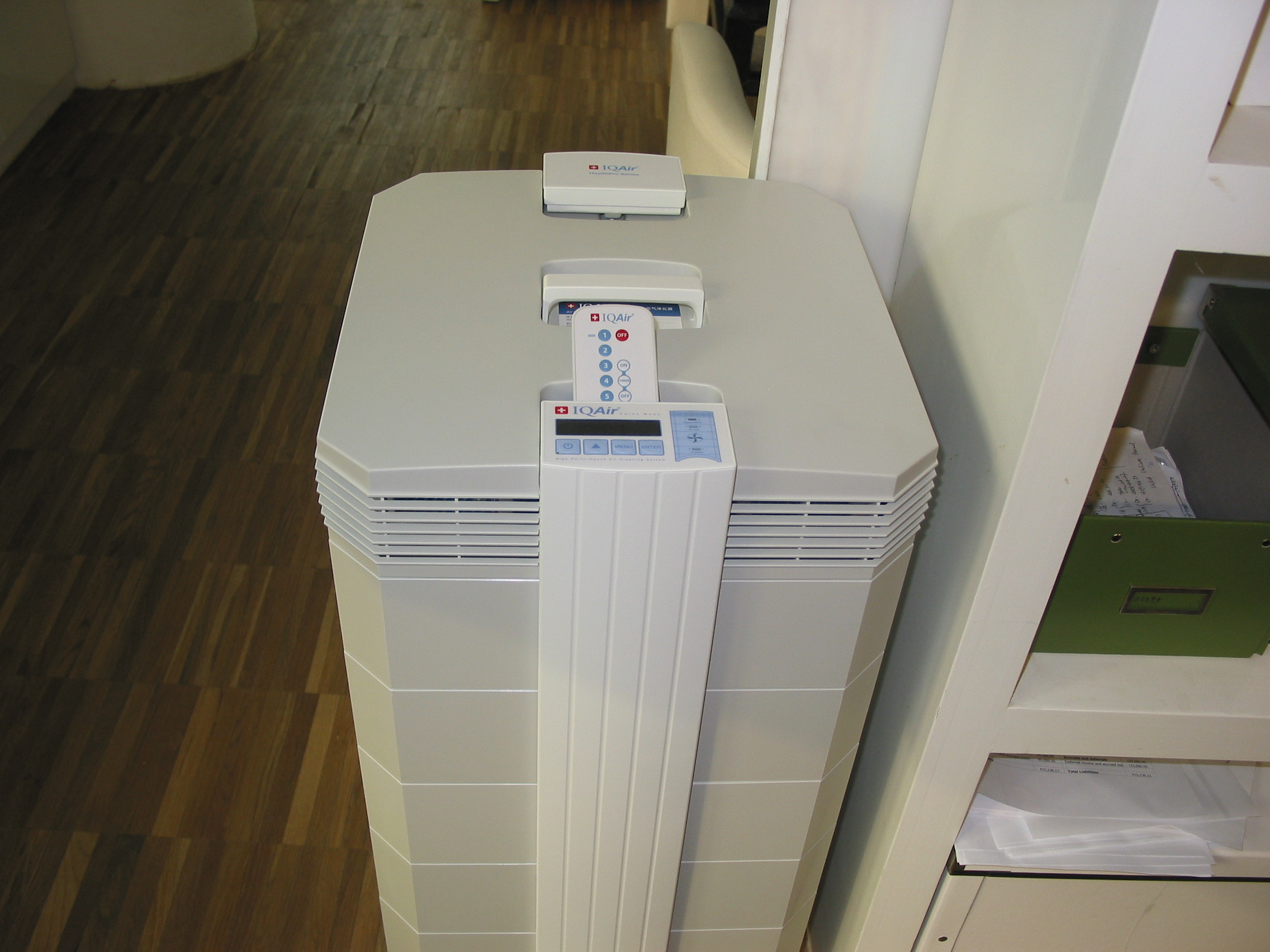
IQAir製の空気清浄機

IQAirは空気清浄機のメカニズムにおいて、エアフィルタ方式の優位性を支持しており、イオン化によるオゾン生成方式に強く反対している。